# Вездесущность
Вездесу́щность (Повсеместность) (лат. omnipraesentia) — свойство присутствовать везде. Понятие обычно используется в религиозном контексте, и большинство доктрин приписывают это свойство высшему существу, называемому монотеистами Богом в качестве атрибута. Вездесущность следует отличать от пантеизма.
В философии Фомы Аквинского понятие вездесущности обозначало феномен присутствия Бога во всех вещах, доступных божественному взору, подвластных Ему и получающих свою исходность в Его существовании. В христианской мистике вездесущность Бога рассматривается как основание, наделяющее вещи субстанцией, придающее им статус реальных